# Fraccionamiento San Rafael
Fraccionamiento San Rafael är en ort i Mexiko.   Den ligger i kommunen Coatzintla och delstaten Veracruz, i den sydöstra delen av landet, 210 km nordost om huvudstaden Mexico City. Fraccionamiento San Rafael ligger 70 meter över havet och antalet invånare är 489.
Terrängen runt Fraccionamiento San Rafael är huvudsakligen platt, men åt nordväst är den kuperad. Fraccionamiento San Rafael ligger nere i en dal. Runt Fraccionamiento San Rafael är det ganska tätbefolkat, med 166 invånare per kvadratkilometer. Närmaste större samhälle är Poza Rica de Hidalgo, 5,4 km norr om Fraccionamiento San Rafael. Omgivningarna runt Fraccionamiento San Rafael är en mosaik av jordbruksmark och naturlig växtlighet.